# Герб Інкермана
Герб Інкерма́на — офіційний символ міста Інкерман Бахчисарайського району Автономної Республіки Крим, затверджений 27 лютого 2004 р. рішенням Інкерманської міської ради.

## Опис герба
Щит має форму чотирикутника із заокругленими нижніми кутами і загостренням в основі. У щиті, перетятому червоним і лазуровим й обтяженому двома срібними шиповидними нитяними поясами, святий Климент у срібному одязі, прив'язаний до золотого якоря.
На червоній девізній стрічці — срібний напис Інкерман. Щит обрамований двома виноградними лозами й увінчаний срібною короною.